# Agave difformis
Agave difformis är en sparrisväxtart som beskrevs av Alwin Berger. Agave difformis ingår i släktet Agave och familjen sparrisväxter. Inga underarter finns listade i Catalogue of Life.

## Bildgalleri

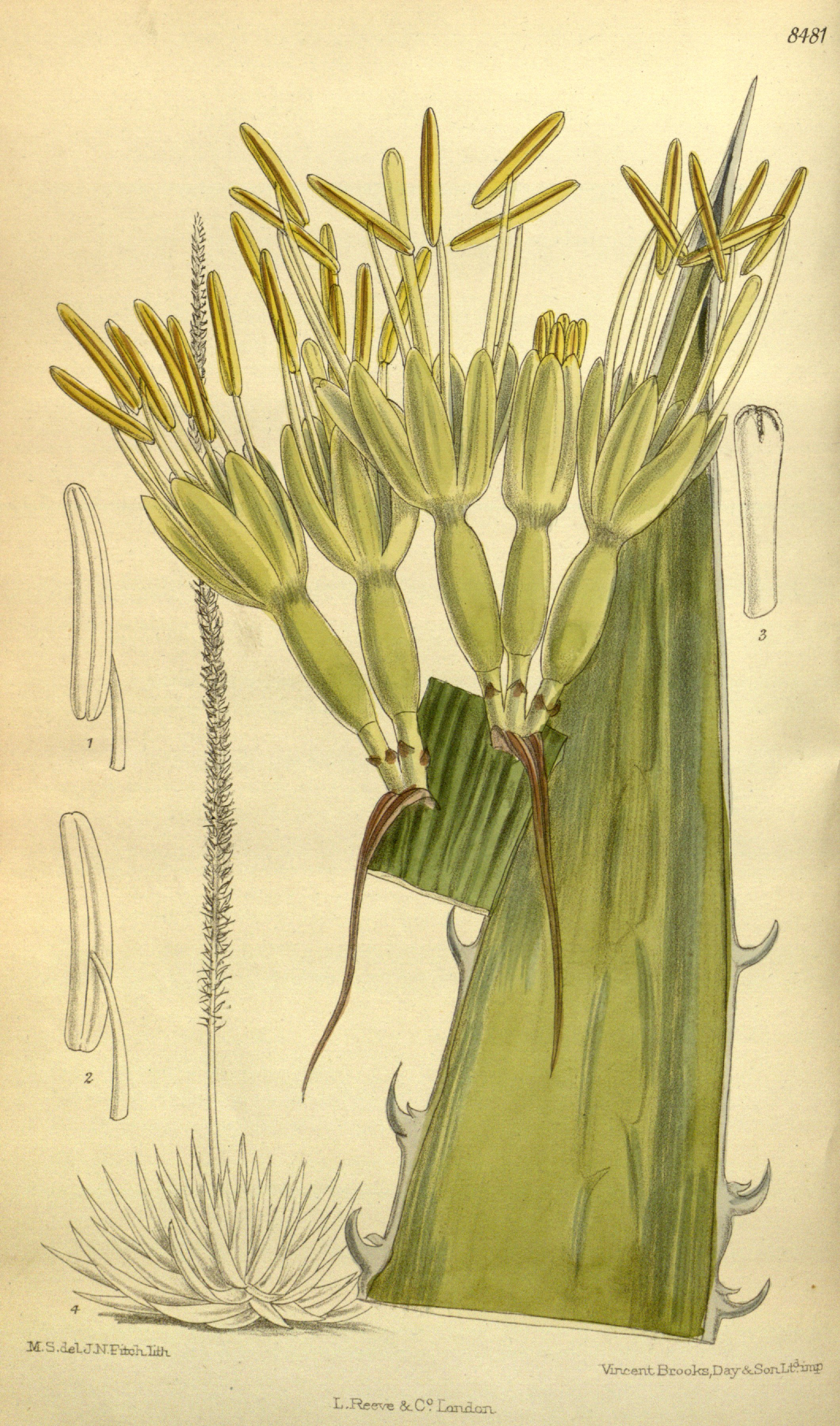